# Nemopistha juju
Nemopistha juju är en insektsart som beskrevs av Douglas E. Kimmins 1938. Nemopistha juju ingår i släktet Nemopistha och familjen Nemopteridae. Inga underarter finns listade i Catalogue of Life.